# Roslyn (Dacota do Sul)
Roslyn é uma cidade  localizada no estado norte-americano de Dacota do Sul, no Condado de Day.

## Demografia
Segundo o censo norte-americano de 2000, a sua população era de 225 habitantes.
Em 2006, foi estimada uma população de 203, um decréscimo de 22 (-9.8%).

## Geografia
De acordo com o United States Census Bureau tem uma área de
0,5 km², dos quais 0,5 km² cobertos por terra e 0,0 km² cobertos por água. Roslyn localiza-se a aproximadamente 568 m acima do nível do mar.

## Localidades na vizinhança
O diagrama seguinte representa as localidades num raio de 28 km ao redor de Roslyn.